# Акарсу, Барыш
Барыш Акарсу (Barış Akarsu; 29 июня 1979 — 4 июля 2007) — турецкий рок-музыкант и актёр, который стал знаменитым после участия в ТВ-шоу «Akademi Türkiye» (Академия Турции) в июле 2004 года. Он выпустил два студийных альбома за три года, а также снялся в телесериале «Yalancı Yarim» (Любимый обманщик), который транслировался на Star TV.
29 июня 2007 года он был серьёзно ранен в автомобильной аварии на обратном пути с благотворительного концерта для детей. Проведя пять дней в отделении интенсивной терапии, он умер от осложнений, полученных в результате аварии 4 июля 2007 года, в возрасте 28 лет.

## Ранние годы
Барыш Акарсу родился и вырос в городе Амасра, в северной части Турции. Он стал большим поклонником рок-музыки, слушая музыку Рухи Су, Джема Караджи и Барыша Манчо, а также западных групп, таких, как Led Zeppelin, U2.
Барыш и его друзья собирались в приморском городе Амасра для общения и пения песен под гитару. Там у Барыша сформировались умения в области пения и игры на музыкальных инструментах. Музыка всегда играла важную роль в его жизни. Его другими и увлечениями были тэквондо, баскетбол и парусный спорт (в средней школе он занимался в профессиональном парусном клубе Амасры).

## Музыкальная карьера
Прежде чем прославиться в его музыкальных и кинопроектах, Барыш работал в сфере развлечения гостей на пляжных курортах Анталии. Позже он переехал в город Эрегли, где он начал петь в барах, на местном телевидении и радио ещё до вступления в ТВ-шоу академии Турции. Вскоре, после победы на шоу, он переехал в Стамбул, чтобы продолжить музыкальную карьеру.
Барыш Акарсу выпустил свой первый альбом «Islak Islak», а затем и второй «Dusmeden Bulutlarda Kosmam Gerek» в августе 2006 года. Он представил музыкальные клипы своих песен «Islak Islak», «Kimdir O», «Mavi» и «Amasra» из первого альбома и «Vurdum En Dibe Kadar» и «Yaz Demedim» из своего второго альбома. Он написал музыку и тексты «Ben» и «Yeter Be» для своего второго альбома. На момент своей смерти он работал над своим третьим, ещё не изданным альбомом.

## Актерская карьера
Барыш снялся в одной из главных ролей популярного комедийного сериала «Yalancı Yarim». Он был задуман как развлекательный летний проект, но после его успеха и просьб от фанатов, продюсеры продолжили съёмки новых эпизодов. В этом шоу Барыш изображает богатого молодого человека, Тарыка, который уезжает в Италию для получения образования, но вскоре становится самым успешным водителем в ралли. Его отец, владелец банка, узнаёт правду о своем сыне, и Тарык вынужден остаться в Турции, чтобы работать и выплатить долг отцу за полученное образование.
Таким образом, под чужой фамилией, Тарык устраивается на работу в качестве водителя для Наз, отцу которой нужен кредит для своего бизнеса, который он хочет получить от банка, директором которого является отец Тарыка.
Тарык обеспечивает отца Наз знаниями о предпочтениях и антипатиях отца, в результате чего оба мужчины (отец Тарыка и отец Наз) становятся друзьями. В процессе своей работы в качестве шофера, Тарык и Наз влюбляются друг в друга, однако никто не хочет первым признаться в этом другому.
Кроме того, Барыш Акарсу задействован на F5 по продвижению солодового напитка в 2005 году.

## Гибель
29 июня 2007 года, Барыш и двое его друзей ехали на празднование дня рождения Барыша в Бодрум. Их автомобиль столкнулся с грузовиком на перекрестке, не регулируемом светофорами. Водитель автомобиля, девушка, Зейнеп Кочак, а также пассажир Налан Кахраман умерли в день аварии. Барыш был доставлен в больницу с тяжёлыми травмами. 4 июля 2007 года Барыш Акарсу скончался в результате осложнений, связанных с аварией. В результате гневных протестов многочисленных поклонников Барыша на трагическом перекрестке был установлен светофор.

## Награды
- Akademi Türkiye: первый приз Победителя музыкального конкурса : Июнь 2004
- Olay FM: лучший участник, занявший первое место 2005 года
- Журнал «Обзор будущего»: Лучшая любимая рок-звезда 2005 года
- Turuncu Media Group организации GOLDEN NOTE Music Awards: Лучшая поп-рок-звезда.
- Стамбульский университет информатики, церемония награждения: Специальный приз Джема Караджи.
- USDER (Ассоциация международного здравоохранения, образования и социальных услуг): 1-я премия в музыкальном разделе обозрения «Лучшее года»
- СПЕЦИАЛЬНЫЙ ПРИЗ Джема Караджи: Экспо канала (1 апреля, 2007)
- 13th Kral TV Video Music Awards: 1-я премия в разделе «Лучшая рок-звезда» (09.05.2007)

## Дискография

### Альбомы
| Альбомы                             | Релизы           |
| ----------------------------------- | ---------------- |
| Islak Islak                         | 14 января, 2005  |
| Düşmeden Bulutlara Koşmam Gerek     | 17 августа, 2006 |
| Ayrılık Zamansız Gelir (Posthumous) | 4 января, 2008   |

### Синглы
| Год  | Название               | Альбом                          |
| ---- | ---------------------- | ------------------------------- |
| 2004 | «Islak Islak»          | Islak Islak                     |
| 2004 | «Amasra»               | Islak Islak                     |
| 2006 | «Vurdum En Dibe Kadar» | Düşmeden Bulutlara Koşmam Gerek |